# Biblioteka Narodowa Andory
Biblioteka Narodowa Andory (katal. Biblioteca Nacional d'Andorra) – założona w 1930 roku instytucja publiczna Andory, z siedzibą w mieście Encamp.

## Historia
Otwarcie biblioteki nastąpiło 8 września 1930 roku. Pierwszą jej siedzibą był Casa de la Vall, do 2011 siedziba Rady Generalnej. Mieściła się w tzw. pokoju biskupim, który był planowany jako mieszkanie współksięcia episkopalnego lub innego biskupa, który przyjeżdżałby do Andory z misją duszpasterską. Pierwszym kierownikiem biblioteki został Bonaventura Armengol, z zawodu nauczyciel.
Po 1974 instytucja kilkukrotnie zmieniała siedzibę. W 1986 roku umiejscowiono ją w budynku Prada Casadet, a w 1996 większość zbiorów przeniesiono do Casa Bauró, który został jej nową siedzibą. W połowie 2020 roku bibliotekę na stałe przeniesiono do Hotelu Rosaleda w mieście Encamp.